# Kay Parker
Kay Parker, właściwie Kay Rebecca Taylor (ur. 28 sierpnia 1944 w Birmingham, zm. 14 października 2022 w Los Angeles) – angielska aktorka i reżyserka filmów pornograficznych. Karierę w amerykańskim pornobiznesie zaczęła w 1977, w wieku 33 lat. Mimo to stała się jedną z najważniejszych gwiazd w złotej erze filmów pornograficznych. Występowała w branży ok. 20 lat.

## Życiorys
Urodziła się w Birmingham w hrabstwie metropolitalnym West Midlands w Wielkiej Brytanii. Swoją karierę rozpoczęła jako aktorka pojawiając się w roli Didi w jednym z odcinków serialu telewizyjnego NBC It's a Man’s World - Przygoda Howie (Howie's Adventure), który był transmitowany w 1962 roku. W połowie lat siedemdziesiątych przeniosła się do Kalifornii, gdzie zaprzyjaźniła się z aktorem, reżyserem i producentem filmów porno Johnem Leslie. 
Po występie w filmie Nowe erotyczne przygody Casanovy (The New Erotic Adventures of Casanova, 1977) jako sekretarka, po raz pierwszy w wieku 33 lat zgodziła się nakręcić sceny seksu w filmie SexWorld (1977). Grała potem głównie w filmach narracyjnych i musiała nauczyć się sporo tekstu, a reżyserzy chwalili jej profesjonalizm. Była dublerką Sylvii Kristel w czarnej komedii Clive’a Donnera Naga bomba (The Nude Bomb, 1980).
Pojawiła się w wysokobudżetowym filmie porno Taboo 1 (1980) jako Barbara Scott i sequelach Taboo 2 (1983) i Taboo 3 (1984), a także Downstairs Upstairs (1980), Vista Valley PTA (1981), Memphis Cathouse Blues (1982) i Private Teacher (1983), gdzie dbano o jakość scenariusza. Gdy w połowie lat 80. nadeszła epoka filmów oglądanych na kasetach wideo, Kay Parker nadal brała udział w produkcjach, w tym Zbyt gorąca w dotyku (Too Hot To Touch, 1984). 
Pod koniec 1984 roku podjęła pracę w dystrybucji filmów dla dorosłych Caballero Home Video. Była dyrektorem public relations. Przed kamery powróciła w filmie Careful, He May Be Watching (1986). Po opuszczeniu branży porno podjęła pracę jako doradca nauk holistycznych.
W 2000 roku opublikowała książkę Taboo: Sacred, Don't Touch, w której opisuje swoją karierę. Miała także na uczelni serię wykładów na temat integracji seksualności i duchowości.

## Życie prywatne
Związana była z perkusistą zespołu Jefferson Airplane Joeyem Covingtonem i aktorem pornograficznym Herschelem Savage (1980).

## Nagrody i nominacje
| Rok  | Nagroda                                        | Kategoria                      | Rola                  | Film                                                                        | Rezultat  |
| ---- | ---------------------------------------------- | ------------------------------ | --------------------- | --------------------------------------------------------------------------- | --------- |
| 1983 | Adult Film Association of America (AFAA Award) | Najlepsza aktorka drugoplanowa | Barbara Scott / Laura | Taboo II (1982), reż. Kirdy Stevens / Body Talk (1984), reż. Pedie Sweet    | Nominacja |
| 1984 | AVN Award                                      | Najlepsza aktorka              | Lady Amanda           | Intimate Lessons (1982), reż. Phillip Marshak (w napisach: Philip Marshall) | Nominacja |
| 1984 | Adult Film Association of America (AFAA Award) | Najlepsza aktorka drugoplanowa | Julie                 | Sweet Young Foxes (1983), reż. Bob Chinn                                    | Wygrana   |
| 1985 | AVN Award                                      | Najlepsza aktorka drugoplanowa | Magda Balcourt        | Firestorm (1984), reż. Cecil Howard                                         | Nominacja |
| 1985 | XRCO Award                                     | Specjalne wyróżnienie          | -                     | -                                                                           | Wygrana   |
| 1986 | AVN Award                                      | Najlepsza aktorka drugoplanowa | Ellen Brewster        | L'Amour (1984), reż. Marga Aulbach, Jack Remy                               | Nominacja |
| 1986 | AVN Award                                      | Najlepsza aktorka - wideo      | Lorelei               | Lorelei (1984), reż. Jack Remy                                              | Nominacja |
| 1987 | AVN Award                                      | Hall of Fame (Aleja sław)      | -                     | -                                                                           | Wygrana   |

## Wybrana filmografia
| Rok  | Tytuł                                                                    | Rola                            | Reżyser            | Inni wykonawcy |
| ---- | ------------------------------------------------------------------------ | ------------------------------- | ------------------ | --- |
| 1962 | It's a Man’s World (serial NBC)                                          | Didi (odc.: Howie's Adventure ) | Peter Tewksbury    | Glenn Corbett |
| 1980 | Naga bomba (The Nude Bomb)                                               | dublerka                        | Clive Donner       | Don Adams, Rhonda Fleming, Sylvia Kristel, Vittorio Gassman                                                               |
| 1981 | Masada (miniserial ABC)                                                  | moabicka prostytutka            | Boris Sagal        | Peter O’Toole, Peter Strauss, Bárbara Carrera                                                                             |
| 1982 | Najlepszy mały burdelik w Teksasie (The Best Little Whorehouse in Texas) | niewymieniona w czołówce        | Colin Higgins      | Burt Reynolds, Dolly Parton, Dominick DeLuise, Charles Durning, Jim Nabors, Lois Nettleton, Noah Beery Jr. i Barry Corbin |
| 1983 | Balboa                                                                   | Apple                           | James Polakof      | Tony Curtis, Chuck Connors, Sonny Bono i Cassandra Peterson                                                               |
| 1994 | Desert Winds                                                             | powabna kobieta                 | Michael A. Nickles | Adam Ant, Heather Graham, Grace Zabriskie                                                                                 |
| 1998 | Kupcy Wenus (Merchants of Venus)                                         | w roli samej siebie             | Len Richmond       | Michael York, Beverly D’Angelo, Brian Cox, Michael J. Pollard, Troy Donahue                                               |